# Феријера-Понтасо (Ђенова)
Феријера-Понтасо је насеље у Италији у округу Ђенова, региону Лигурија.
Према процени из 2011. у насељу је живело 664 становника. Насеље се налази на надморској висини од 161 м.